# Jordi (comandant)
Jordi (en llatí Georgius, en grec antic Γεώργιος) va ser un oficial romà d'Orient que tenia el càrrec de turmarc (que comandava una turma) o comandant d'una divisió de tropes al Tema dels Armeníacs durant la sisena campanya d'Heracli contra els perses, l'anty 626 o el 627, segons diu Teofilacte Simocata.